# Éther 18-couronne-6
L'éther 18-couronne-6, ou 18-C-6, est un composé organique de formule chimique (C2H4O)6. Il se présente sous la forme d'un solide hygroscopique cristallisé blanc à bas point de fusion. Il s'agit d'un éther couronne qui agit comme chélateur de certains cations métalliques, avec une affinité particulière pour les cations de potassium — la constante de dissociation dans le méthanol est 106. Le chimiste américain Charles Pedersen a reçu le Prix Nobel de chimie en 1987 pour ses travaux sur ce type de composés.
On prépare ce composé par une synthèse de Williamson modifiée en présence d'un cation ou par oligomérisation de l'oxyde d'éthylène :
(CH2OCH2CH2Cl)2 + (CH2OCH2CH2OH)2 + 2 KOH → (CH2CH2O)6 + 2 KCl + 2 H2O.
On le purifie par distillation, lors de laquelle sa tendance à la surfusion apparaît évidente. Il peut également être purifié par recristallisation dans l'acétonitrile chaud. Il peut être produit totalement anhydre en solution dans le tétrahydrofurane suivie de l'addition de sodium-potassium (NaK) pour donner le composé [K(18-C-6)]Na. 
L'analyse cristallographique de 18-couronne-6 montre une molécule relativement plate mais dont la géométrie des atomes d'oxygène n'est pas aussi régulièrement hexagonale qu'habituellement représenté. Cette géométrie change significativement lors de la chélation :

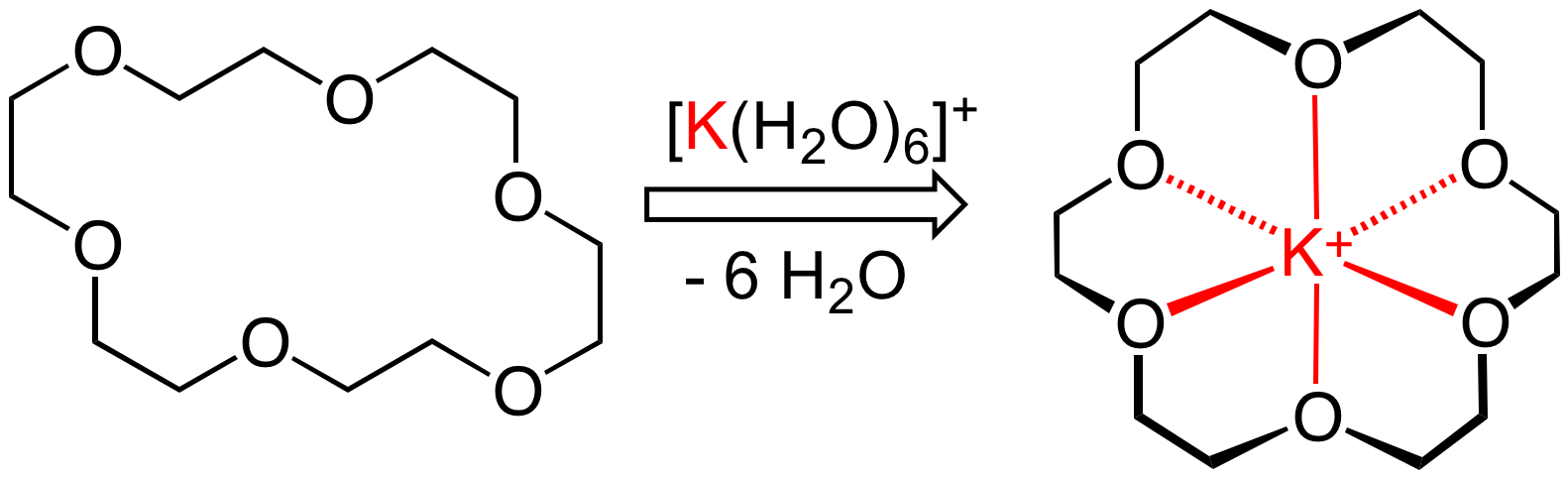
Chélation d'un cation de potassium par l'éther 18-couronne-6.

Les éthers couronnes peuvent être utilisés au laboratoire comme catalyseurs de transfert de phase, bien qu'il existe de tels catalyseurs moins chers et moins spécifiques. En présence de 18-C-6, le permanganate de potassium se dissout dans le benzène en donnant du « benzène violet », appelé parfois « benzène pourpre » par traduction littérale de l'anglais purple benzene, qui peut être utilisé pour oxyder divers composés organiques.
Plusieurs réactions de substitution sont également favorisées par la présence d'éther 18-couronne-6, qui empêche l'appariement des ions et permet aux anions d'agir comme des nucléophiles nus. L'acétate de potassium est ainsi un nucléophile plus puissant en présence de 18-C-6 dans les solvants organiques :
[K(18-C-6)+]OAc− + C6H5CH2Cl → C6H5CH2OAc + [K(18-C-6)+]Cl−.
Le premier sel d'électrure impliquant l'éther 18-couronne-6 à avoir été synthétisé et observé par cristallographie aux rayons X est le [Cs(18-C-6)2]+•e− en 1983. Ce composé sensible à l'air et à l'humidité a une structure moléculaire sandwich, dans laquelle l'électron est piégé dans des cavités pratiquement sphériques. La distance entre deux électrons est cependant trop grande — 868 pm — pour que ce matériau soit un conducteur électrique,.
L'éther dibenzo-18-couronne-6 est un dérivé aux propriétés chélatrices plus puissantes que le 18-couronne-6 vis-à-vis des cations de métaux alcalins.

Éther dibenzo-18-couronne-6.